# Віа Пренесте

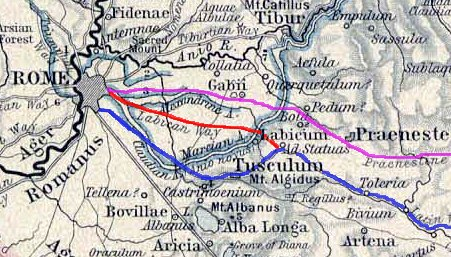
Латинська дорога (синій), Віа Лабікана (червоний колір) та Віа Пренесте — (фіолетовий)

Віа Пренесте, чи Пренестинська дорога (лат. Via Praenestina) — антична дорога в Італії.
Спочатку дорога називалася Via Gabina, за назвою кінцевого пункту — міста Габіі (Gabii). Потім дорогу продовжили до Praeneste (сучасна Палестрина) і вона отримала нову назву. 
Дорога починалася в Римі від Есквілінських воріт. На 14 кілометрі шляху починається яр, який дорога перетинає за допомогою величного семиарочного мосту Ponte di Nona, який добре зберігся до нашого часу та є найліпшим зразком античного мосту на околицях Риму.

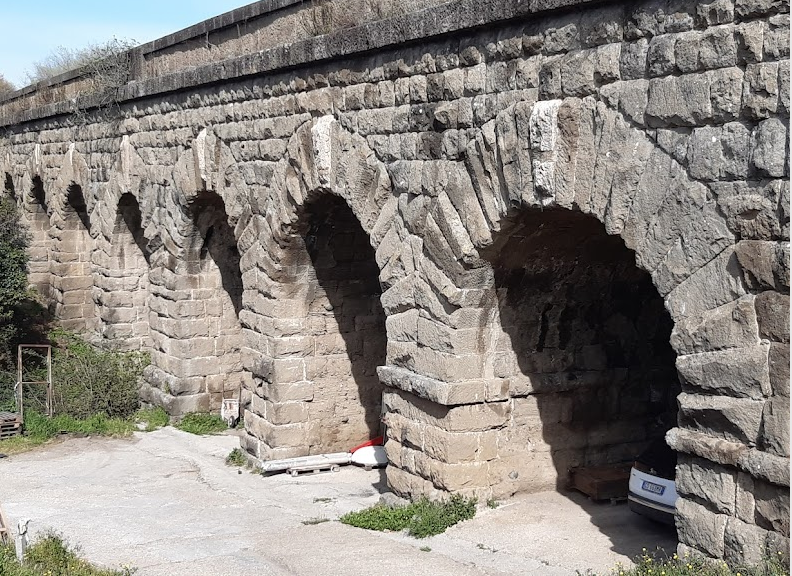
міст Ponte di Nona

На півдорозі між містом Габії та Пренеста існує добре зберігшийся одноарочний міст Ponte Amato Продовжуючись за містом Пренесте, дорога прямує вздовж центральної частини Апенінських гір до кінцевої точки в районі витоку річки Анієн. 
Тракторія дороги, враховуючи складнощі рельефу після міста Габії, залишається досить прямою.

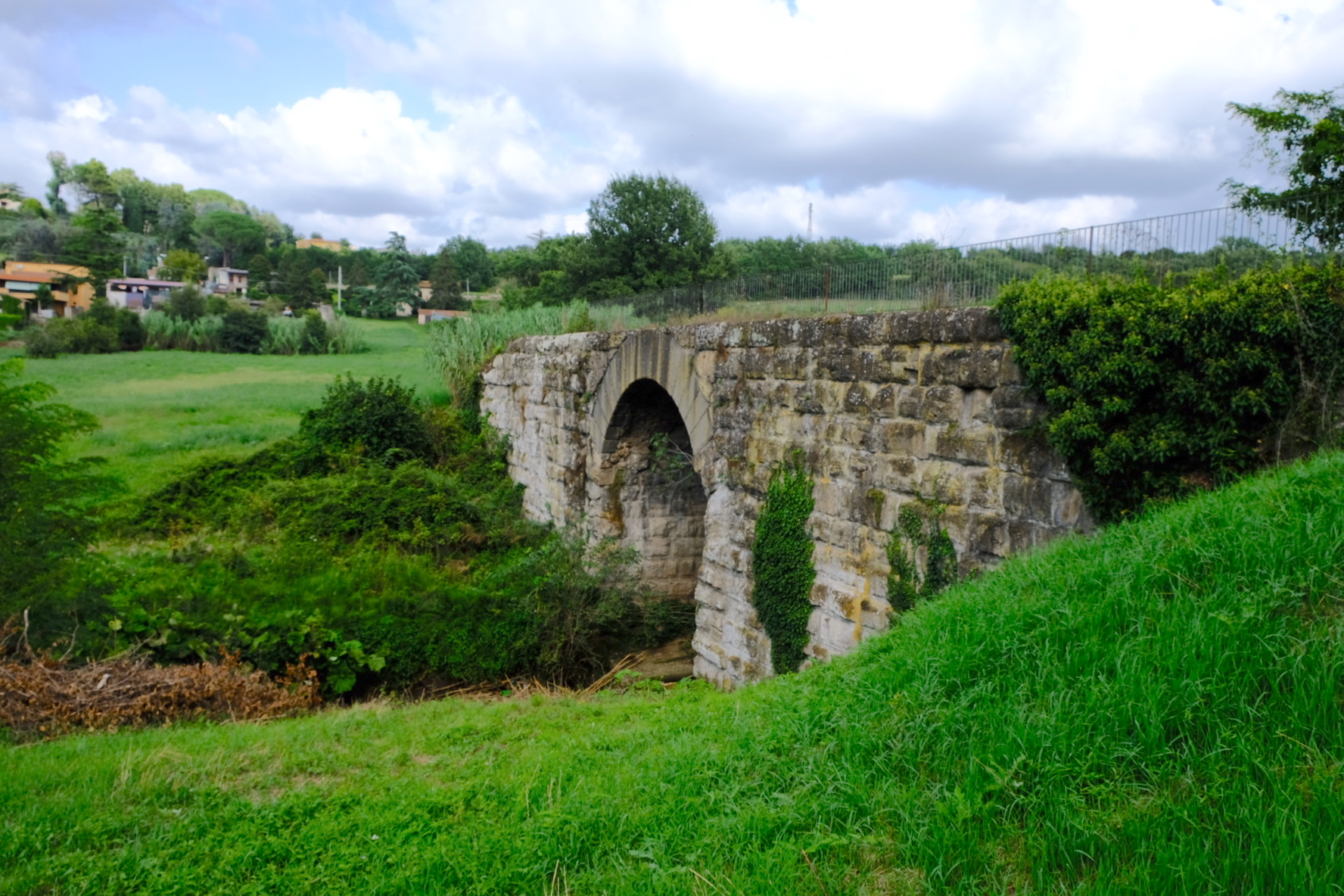
міст Ponte Amato

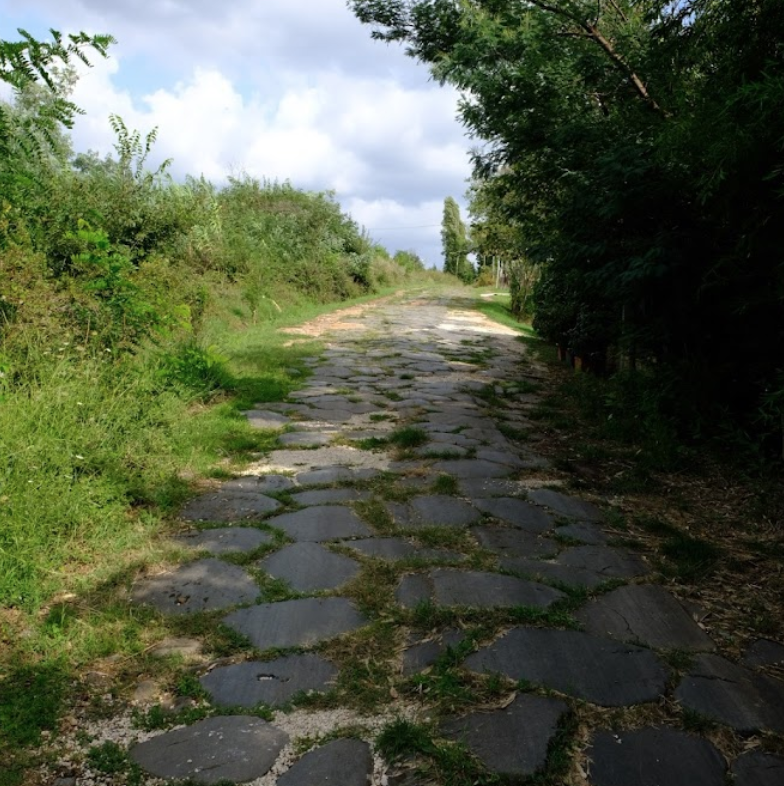
Віа Пренеста в районі мосту Ponte Amato